# Jinusean
Jinusean (hangul: 지누션; estilizado como JINUSEAN) es un dúo de hip hop surcoreano firmado con YG Entertainment. El dúo, compuesto por Kim Jin-woo (también conocido como Jinu) y Noh Seung-hwan (también conocido como Sean), debutó en 1997 con la canción "Gasoline" y finalmente saltó a la fama con el sencillo "Tell Me". Son considerados pioneros del hip-hop coreano.
Considerados el 'hermano mayor de la YG Family'. Jinusean ha lanzado un total de cuatro álbumes regulares hasta ahora.

## Historia

### Predebut
Antes de formar Jinusean, Sean trabajó como bailarín de respaldo para el legendario grupo de K-pop, Seo Taiji and Boys a principios de la década de 1990, y Jinu debutó como artista solista con la canción "I Was The Captain" en 1994. Los dos debutaron como Jinusean con el sencillo "Gasoline" en 1997 bajo la guía del CEO de YG Entertainment y el exmiembro de Seo Taiji and Boys, Yang Hyun-suk y el exmiembro de Deux, Lee Hyun Do. Su segundo sencillo, "Tell Me" (con el cantante Uhm Jung-hwa), fue el primer éxito del dúo y los impulsó al estrellato.
Entre 2004 y 2014, el dúo tuvo una pausa prolongada, pero permaneció en YG Entertainment trabajando en varios roles detrás de escena. También hicieron apariciones especiales en varios conciertos de YG Family. En 2014 hicieron una aparición en el especial de Infinite Challenge, "Saturday, Saturday is for Singers" (ToToGa), que cuenta con cantantes y grupos populares de la década de 1990, y se presentaron como dúo en televisión por primera vez en una década. En 2015 lanzaron su sencillo de regreso "One More Time", su primer lanzamiento desde 2004. También aparecieron en la cuarta temporada de la competencia de rap, Show Me the Money como jueces.

## Discografía

### Álbumes de estudio
| Título                    | Detalles del álbum | Posición más alta en listas | Ventas            |
| Título                    | Detalles del álbum | COR                         | Ventas            |
| ------------------------- | --- | --------------------------- | ----------------- |
| Jinusean                  | - Lanzamiento: 1 de marzo de 1997 - Sello discográfico: YG Entertainment - Formatos: CD, casete Ver lista Lista de canciones 1. Jinusean Bomb (con Perry, Legacy) 2. Gasoline 3. 내가 4. 말해줘 (con Uhm Jung-hwa) 5. Celebrate 6. Young Nation (con D.O, Yang Hyun-suk) 7. 미행 8. 서로 9. Celebrate (Versión en Inglés) (con Lee Sae-yeong, Perry) 10. Gasoline (D.O Edit Ver.) (con Yang Hyun-suk) | -Sin información-           | -Sin información- |
| The Real                  | - Lanzamiento: 5 de enero de 1998 - Sello Discográfico: YG Entertainment - Formatos: CD, casete Ver lista Lista de canciones 1. Jinusean Bomb (remix) (con Perry) 2. 이제 더 이상 (MF Family Ver.) (con Yang Hyun-suk FM New Group) 3. Gasoline (Versión en Inglés) 4. Celebrate (remix) (con Lee Sae-yeong, Perry) 5. Throw Them Hands Up (con Perry, FM New Group) 6. Gasoline (remix) 7. Like This, Like That (con Jo Wonsun) 8. What U Wanna Do (Versión en Inglés) (con Perry, FM New Group) 9. Jinusean Bomb ((Versión original) (con Perry) 10. Celebrate (Versión original) | -Sin información-           | -Sin información- |
| Taekwon V                 | - Lanzamiento: 9 de marzo de 1999 - Sello Discográfico: YG Entertainment - Formatos: CD, casete Ver lista Lista de Canciones 1. Intro 2. Taekwon V 3. How Deep Is Your Love 4. Baby Come Back 5. Return Of The Bomb 6. 자유 7. 자나깨나 8. Freestyle 9. 너를 기억해 | 4                           | - COR: 254,031+   |
| The Reign                 | - Lanzamiento: 7 de febrero de 2001 - Sello Discrográfico: YG Entertainment - Formatos: CD, casete Ver lista Lista de canciones 1. Holdin’ Down (con Mobb Deep, Perry) 2. A-Yo! 3. Real Wunz (con Cypress Hill) 4. 빙빙빙 5. Hip Hop Seoul-자(者) (con Chino XL, Masta Wu, Teddy) 6. Ooh Boy (con J) 7. 2 Run Hip Hop 8. 힙合 (con Masta Wu, Lexy) 9. Follow Me (con M-Flo) 10. Js Anthem 11. Outro (con 3534, Lexy, Vanessa) 12. Ooh Boy (The Black Crow Remix) (con Perry, Lexy, Yoon Hee-joong)                                                                                  | 4                           | - COR: 218,135+   |
| Let's Play (노.라.보.세.) | - Lanzamiento: 12 de noviembre de 2004 - Sello Discográfico: YG Entertainment - Formatos: CD, casete Ver lista Lista de canciones 1. What’s Up (Intro) (con Perry, Kim Ji-eun) 2. Phone Number (전화번호) 3. 요술방망이 4. 신나는 힙합 5. Tonight (con. Kim Ji-eun) 6. 미스터 지누션 (con Wheesung, Masta Wu) 7. Good Time (con Wheesung) 8. 보이네 (con Gummy) 9. 2 All My People (con Snoop Dogg, Warren G, Perry) 10. Welcome (con Lexy) 11. Micro Phone (con Teddy y Danny de 1TYM) 12. What’s Up (Outro) (con Perry) 13. 열정 리믹스 (Remix) (con Seven)                       | 12                          | - COR: 24,391+    |

### Sencillos
| Título                                                  | Año  | Posición tope | Ventas          | Álbum |
| Título                                                  | Año  | COR           | Ventas          | Álbum |
| ------------------------------------------------------- | ---- | ------------- | --------------- | ----- |
| Tell Me One More Time (한번 더 말해줘) (con Jang Hanna) | 2015 | 5             | - KOR: 675,611+ |       |

## Filmografía

### Videos musicales
| Año  | Álbum               | Canción                                   |
| ---- | ------------------- | ----------------------------------------- |
| 1997 | Jinusean            | Gasoline                                  |
| 1998 | The Real            | What U Wanna Do                           |
| 1999 | Taekwon V           | Taekwon V                                 |
| 1999 | Taekwon V           | How Deep is Your Love                     |
| 2001 | The Reign           | A-Yo!                                     |
| 2004 | Let's Play          | Phone Number (전화번호)                   |
| 2015 |                     | Tell Me One More Time (한번 더 말해줘)    |
| 2015 | Show Me the Money 4 | Oppa's Car (오빠차) con Incredivle, Tablo |

### Programas televisivos
| Año  | Transmitido por | Título              | Notas                          | Miembro |
| ---- | --------------- | ------------------- | ------------------------------ | ------- |
| 2015 | MNET            | Show Me The Money 4 | Jueces (Team YG junto a Tablo) | Ambos   |

## Premios y nominaciones
| Año  | Premios                 | Categoría                | Canción nominada | Resultado | Ref.   |
| ---- | ----------------------- | ------------------------ | ---------------- | --------- | ------ |
| 1997 | Golden Disc Awards      | Rookie Artist Award      |                  |           | [ 12 ] |
| 1997 | Seoul Music Awards      | Main Prize (Bonsang)     |                  |           | [ 13 ] |
| 2001 | Mnet Asian Music Awards | Best Hip-hop Performance | "A-yo"           |           | [ 14 ] |
| 2001 | Mnet Asian Music Awards | Best Male Group          | "A-yo"           |           | [ 14 ] |
| 2005 | Mnet Asian Music Awards | Best Hip-hop Performance | "Phone Number"   |           | [ 15 ] |

## Conciertos
| Fecha                   | Nombre        | Ciudad | País          | Establecimiento | Asistencia |
| ----------------------- | ------------- | ------ | ------------- | --------------- | ---------- |
| 13 de diciembre de 2015 | JINUSEAN Bomb | Seúl   | Corea del Sur | Olympic Hall    | ± 3.500    |

## Sitio web oficial
https://www.ygfamily.com/artist/About.asp?LANGDIV=K&ATYPE=&ARTIDX=12